# Toshiyuki Arakaki
Toshiyuki Arakaki (Okinawa, 17 de febrero de 1965) es un expiloto de motociclismo japonés, que compitió regularmente en el Campeonato Mundial de Motociclismo desde 1990 hasta 1996.

## Biografía
Después de haber participado en el Mundial dos veces con una wildcard en el Gran Premio de Japón de 250 c.c. en las ediciones de 1990 y 1991 finalmente disputa toda la temporada en 500 c.c., comenzando en Yamaha y acabándola en ROC Yamaha.
En 1993, compite en carreras puntuales siempre con ROC Yamaha y luego, en 1995 pasa a pilotar una Harris Yamaha. En 1996, concluye su participación en el Mundial con tres modelos de motocicletas diferentes en una temporada (Harris Yamaha, Yamaha y Paton).
Desde 1993 a 1995 compitió en el Mundial de Superbikes siempre con wildcard en el Gran Premio de temporada de Japón en Sugo. Vuelve al campeonato japonés compitiendo en varias categorías hasta su retirada en 2010.

## Resultados en el Campeonato del Mundo
Sistema de puntuación desde 1988 hasta 1991:
| Posición | 1.º | 2.º | 3.º | 4.º | 5.º | 6.º | 7.º | 8.º | 9.º | 10.º | 11.º | 12.º | 13.º | 14.º | 15.º |
| Puntos   | 20  | 17  | 15  | 13  | 11  | 10  | 9   | 8   | 7   | 6    | 5    | 4    | 3    | 2    | 1    |

Sistema de puntuación en 1992:
| Posición | 1.º | 2.º | 3.º | 4.º | 5.º | 6.º | 7.º | 8.º | 9.º | 10.º |
| Puntos   | 20  | 15  | 12  | 10  | 8   | 6   | 4   | 3   | 2   | 1    |

Sistema de puntuación de 1993 hasta 2022:
| Posición | 1.º | 2.º | 3.º | 4.º | 5.º | 6.º | 7.º | 8.º | 9.º | 10.º | 11.º | 12.º | 13.º | 14.º | 15.º |
| Puntos   | 25  | 20  | 16  | 13  | 11  | 10  | 9   | 8   | 7   | 6    | 5    | 4    | 3    | 2    | 1    |

### Carreras por año
| Año  | Cat.  | Moto          | 1       | 2      | 3      | 4      | 5       | 6      | 7       | 8      | 9       | 10     | 11     | 12     | 13     | 14      | 15     | Pts. | Pos. |
| ---- | ----- | ------------- | ------- | ------ | ------ | ------ | ------- | ------ | ------- | ------ | ------- | ------ | ------ | ------ | ------ | ------- | ------ | ---- | ---- |
| 1990 | 250cc | Honda         | JPN Ret | USA -  | SPA -  | NAT -  | GER -   | AUT -  | YUG -   | NED -  | BEL -   | FRA -  | GBR -  | SWE -  | CZE -  | HUN -   | AUS -  | 0    | -    |
| 1991 | 250cc | Honda         | JAP 15  | AUS -  | USA -  | ESP -  | ITA -   | ALE -  | AUT -   | EUR -  | NED -   | FRA -  | GBR -  | RSM -  | CHE -  | LMA -   | MAL -  | 1    | 38.º |
| 1992 | 500cc | ROC Yamaha    | JAP DNQ | AUS 16 | MAL 13 | SPA 18 | ITA 15  | EUR 14 | ALE Ret | NED 13 | HUN Ret | FRA 10 | GBR 10 | BRA 14 | RSA 11 |         |        | 2    | 26.º |
| 1993 | 500cc | ROC Yamaha    | AUS 23  | MAL 23 | JAP 12 | ESP -  | AUT -   | ALE -  | NED -   | EUR -  | RSM -   | GBR -  | CZE -  | ITA -  | USA -  | FIM -   |        | 4    | 33.º |
| 1995 | 500cc | Harris Yamaha | AUS -   | MAL -  | JAP 8  | ESP -  | ALE -   | ITA -  | NED -   | FRA 9  | GBR 11  | CZE -  | RIO -  | ARG -  | EUR -  |         |        | 20   | 20.º |
| 1996 | 500cc | Yamaha        | MAL 17  | IDN 17 | JAP 14 | ESP 17 | ITA Ret | FRA 15 | NED Ret | ALE -  |         |        |        |        |        |         |        | 4    | 25.º |
| 1996 | 500cc | Paton         |         |        |        |        |         |        |         |        | GBR -   | AUT -  | CZE -  | IMO -  | CAT -  | RIO Ret | AUS 15 | 4    | 25.º |

| Color     | Resultado                                                               |
| --------- | ----------------------------------------------------------------------- |
| Oro       | Ganador                                                                 |
| Plata     | 2.ª plaza                                                               |
| Bronce    | 3.ª plaza                                                               |
| Verde     | Finalizó en los puntos                                                  |
| Azul      | Finalizó sin puntos                                                     |
| Azul      | NC - No clasificado                                                     |
| Violeta   | Ret - No terminó (Carrera)                                              |
| Rojo      | DNQ - No se clasificó                                                   |
| Negro     | DSQ - Descalificado                                                     |
| Blanco    | DNS - No empezó (carrera)                                               |
| Blanco    | WD - Retirado (fin de semana)                                           |
| Blanco    | C - Carrera cancelada                                                   |
| Sin color | DNP - Inscrito pero no participó                                        |
| Sin color | INJ - Lesionado                                                         |
| Sin color | EX - Excluido                                                           |
| Estado    | Resultado                                                               |
| Negrita   | Pole position                                                           |
| Cursiva   | Vuelta rápida                                                           |
| †         | Abandona, pero clasifica al completar el porcentaje requerido para ello |